# Frans Eemil Sillanpää
Frans Eemil Sillanpää (Hämeenkyrö, 16. rujna 1888. – Helsinki, 3. lipnja 1964.) bio je finski književnik. Dobitnik je Nobelove nagrade za književnost za 1939. godinu.